# 艾登巴赫
艾登巴赫是德国巴伐利亚州的一个市镇。总面积17.11平方公里，总人口3099人，其中男性1543人，女性1556人（2011年12月31日），人口密度181人/平方公里。